# 傅伯成
傅伯成（1143年—1226年），字景初，祖籍济原（今属河南），定居晋江（今属福建）。
吏部员外郎傅察之孙。少時勵志向學，经常与兄傅伯寿“课书至夜半未休”，後追隨朱熹學習。孝宗隆兴元年（1163年）与伯寿同登进士，授连江尉，任上兴修堤坝，“筑石堤300余丈，民蒙其利”。後授明州教授。召为将作监丞，因吕祖俭之事，出知漳州。在漳州，创办惠民局，醫治百姓身疾，並破除迷信。史弥远當權，贬权吏部侍郎，又贬建宁府任知府。 嘉定三年，以宝谟阁待制知镇江府，當地大饑，“全活饥民，瘗藏野殍”。宝庆元年（1225年），加宝文阁学士。大理评事胡夢昱因事被貶，伯成上疏抗爭。宝庆二年（1226年）八月，卒於家中。赠开府仪同三司。赐谥忠简。葬南安县金鸡乡崇顺里苏岭之原。著有《竹隐集》，已佚。 

## 延伸阅读
[在维基数据编辑]
 《宋史/卷415》，出自脱脱《宋史》